# 馬爾巴斯區
馬爾巴斯區（西班牙語：Distrito de Malvas），是秘魯的一個區，位於該國北部安卡什大區的瓦爾梅省，始建於1892年2月10日，面積219.52平方公里，海拔高度3,106米，2005年人口1,110，人口密度為每平方公里5.1人。